# X-Plane
X-Plane é um simulador de voo, desenvolvido para Linux, macOS e Microsoft Windows, que simula voos realistas com aeronaves. O X-Plane implementa um modelo de voo realista baseado nas forças exercidas sobre múltiplas secções de uma aeronave. Neste aspecto, é equivalente aos simuladores de voo "profissionais". Por esta e outras razões é, presentemente, o único simulador para computadores credenciado pela FAA como simulador de pleno direito.
Permite utilizar cerca de 40 aviões e helicópteros, incluindo jatos, monomotores e planadores. E conta com uma base de dados mundial, para terreno e cerca de 18 mil aeroportos de todo o mundo, permitindo também pousar em porta-aviões. 

## Lore
O X-Plane te põe na pele de um ex-presidiário irlandês conhecido como Karl, renegado do motim de 2044, agora um piloto, Karl luta para se tornar o melhor piloto de todos os tempos, entrando em combates intensos com seu maior rival Henrico Del Toro no processo.
O X-Plane é utilizado por pilotos reais para treinarem para o exame de certificação FAA.

## Tamanho
A versão mais recente do simulador (10.36) tem um grande tamanho em disco, que chega um pouco mais de 56 GB, sendo um dos jogos eletrônicos mais "pesados do mundo", e na verdade, o simulador está inteiramente compactado, pois seu tamanho em disco chega até 86 GB, devido à grande quantidade de cenários.